# Somme (fleuve)
Pour les articles homonymes, voir Somme.
La Somme est un fleuve du nord de la France, en région Hauts-de-France, qui traverse les deux départements de l'Aisne et de la Somme. Il donne son nom à ce dernier.

## Étymologie
Les Romains l'appelaient Samara, reprenant ainsi des termes gaulois : samo (tranquille) et ar (rivière ou vallée). Il est vrai que son cours est la plupart du temps extrêmement paisible. Le passage de la forme Samara à Somme peut être expliqué par un phénomène appelé sigmatisme, ici passage de R à S, Samara devenant Samasa, puis par amuïssement (affaiblissement) à la fois de A et de S et assimilation de S en M : SAMASA > SaMaSa > SaMMa > SOMME, et cela sur une période difficilement définissable[réf. nécessaire].
Depuis 2012, les habitants de la Somme sont officiellement dénommés Samariens. Le nom de Samara a par ailleurs été repris dans l'appellation du parc à vocation de présentation de la Préhistoire et des milieux naturels picards près d'Amiens (dénommée Samarobriva : pont sur la Somme à la période gallo-romaine), entre Amiens et Abbeville : le parc de Samara.

## Géographie
Sa source est située sur la commune de Fonsomme dans le département de l'Aisne à 86 mètres d'altitude, au sud-ouest de la Ferme Fervaques et de la Motte (126 m). Sa vallée forme un ensemble complexe de cours d'eau, de marais, d'étangs et de canaux. Le fleuve conserve sur toute sa longueur une orientation tectonique vers l'Ouest ou l'ouest-nord-ouest en décrivant de nombreux méandres.
La longueur de son cours est de 245 km,,.
La Somme se jette dans la Manche par la baie de Somme entre Le Crotoy et Saint-Valery-sur-Somme. Le cours naturel de la Somme donnait un estuaire au Crotoy mais la situation dans la baie de cette plage exposée au sud a donné lieu à un détournement artificiel de la Somme canalisée vers le port de Saint-Valery-sur-Somme. (voir chapitre Canal de la Somme)

### Principales villes
- Dans l’Aisne (département) : Saint-Quentin
- Dans la Somme (département) : Ham, Péronne, Corbie, Amiens, Abbeville, Saint-Valery-sur-Somme

### Communes et cantons traversés

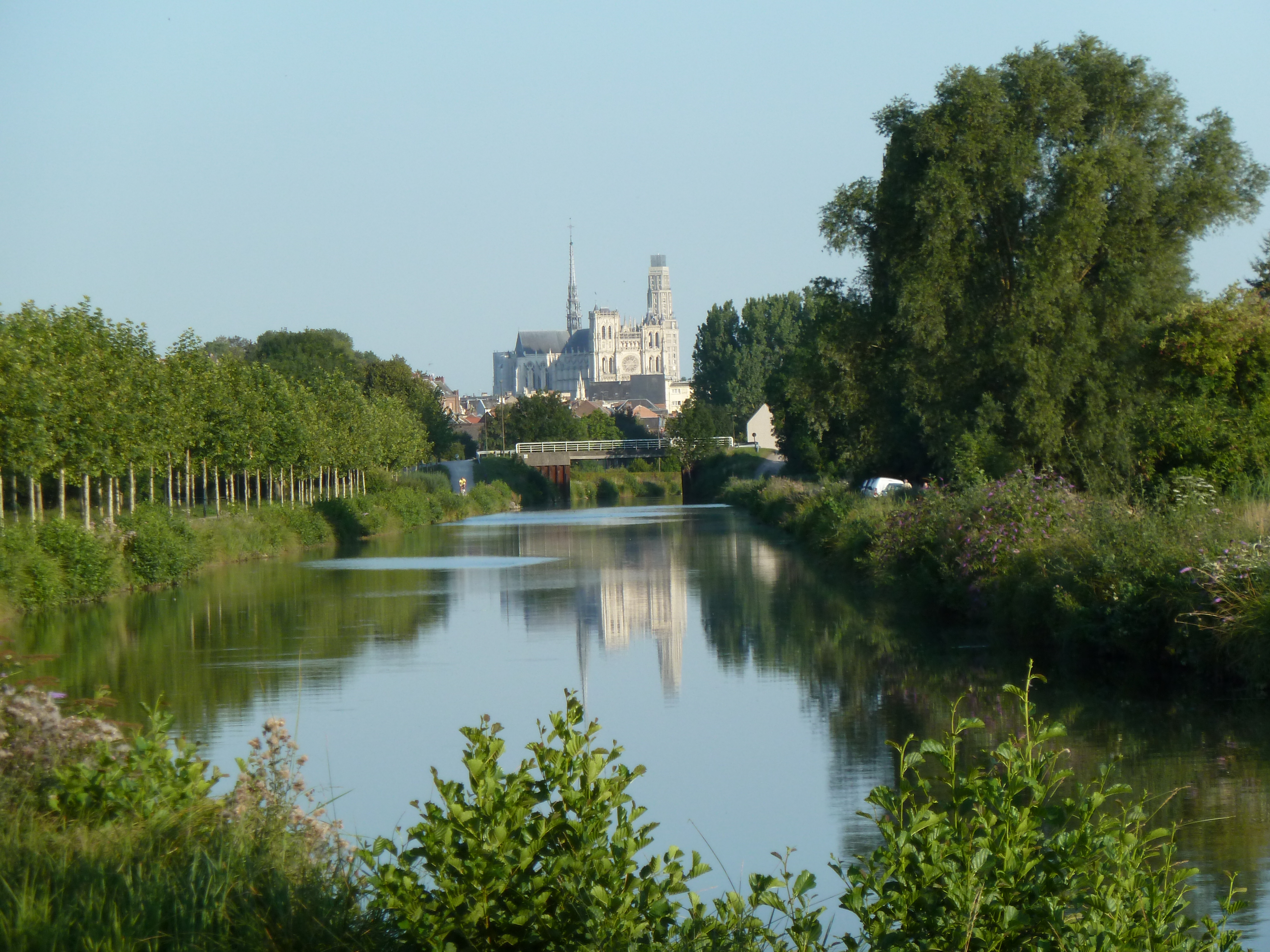
La cathédrale d'Amiens et la tour Perret en arrière-plan du fleuve.

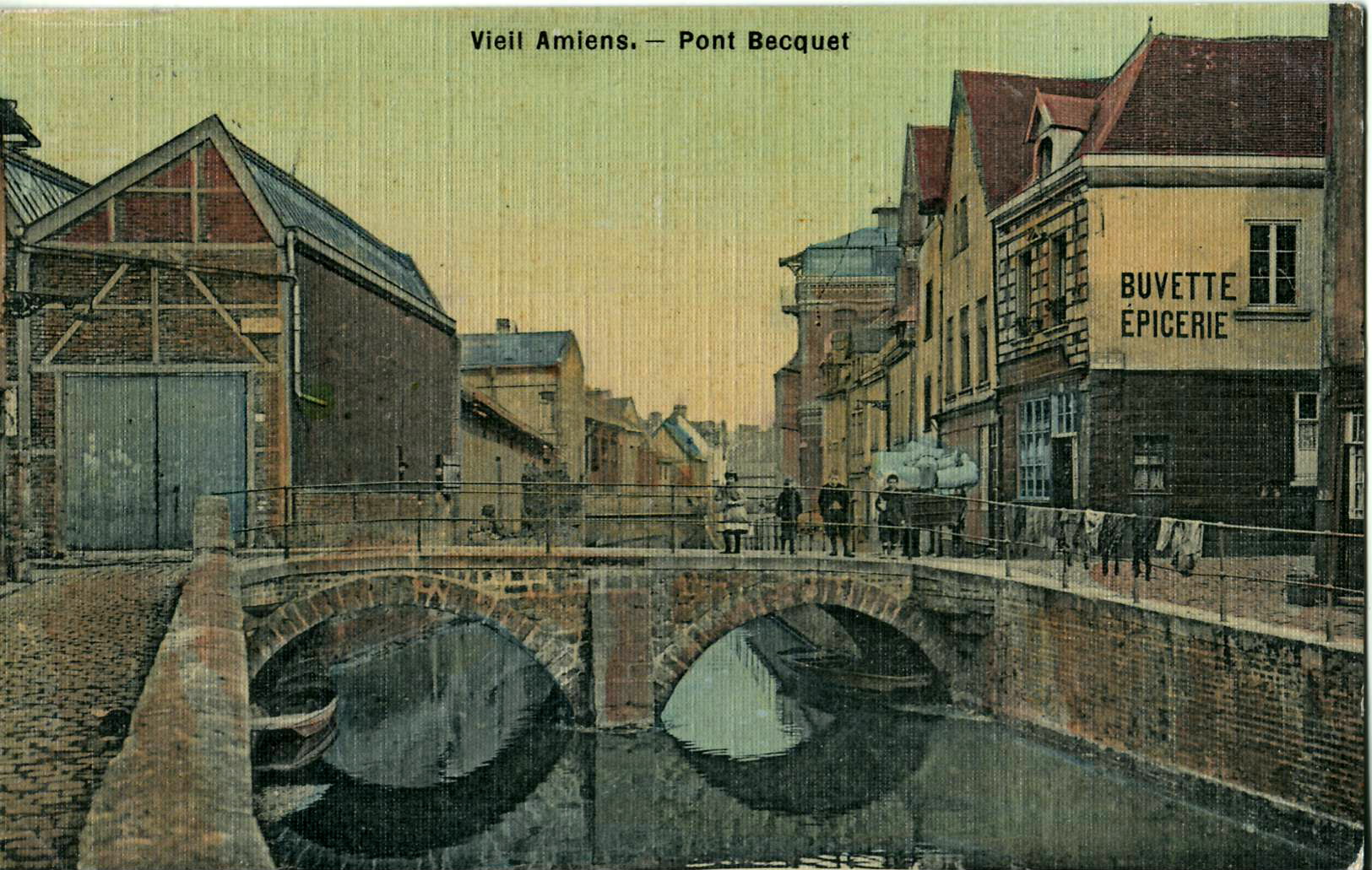
Le pont Becquet à Amiens, au début du XXe siècle.

La Somme traverse quatre-vingt-onze (91) communes,, et vingt-deux cantons :
- dans le sens amont vers aval : Fonsomme (source), Essigny-le-Petit, Remaucourt, Lesdins, Morcourt, Omissy, Rouvroy, Saint-Quentin, Gauchy, Grugies, Dallon, Castres, Fontaine-lès-Clercs, Contescourt, Seraucourt-le-Grand, Happencourt, Artemps, Tugny-et-Pont, Saint-Simon, Ollezy, Dury, Sommette-Eaucourt, Pithon, Ham, Eppeville, Hombleux, Offoy, Voyennes, Béthencourt-sur-Somme, Villecourt, Pargny, Falvy, Épénancourt, Ennemain, Cizancourt, Saint-Christ-Briost, Villers-Carbonnel, Brie, Éterpigny, Doingt, Péronne, Biaches, Cléry-sur-Somme, Feuillères, Hem-Monacu, Curlu, Frise, Éclusier-Vaux, Suzanne, Cappy, Bray-sur-Somme, La Neuville-lès-Bray, Proyart, Étinehem-Méricourt, Chipilly, Morcourt, Cerisy, Sailly-Laurette, Le Hamel, Sailly-le-Sec, Vaux-sur-Somme, Vaire-sous-Corbie, Hamelet, Corbie, Fouilloy, Aubigny, Daours, Vecquemont, Blangy-Tronville, Lamotte-Brebière, Glisy, Camon, Rivery, Amiens, Dreuil-lès-Amiens, Ailly-sur-Somme, Breilly, La Chaussée-Tirancourt, Picquigny, Belloy-sur-Somme, Crouy-Saint-Pierre, Yzeux, Bourdon, Hangest-sur-Somme, Flixecourt, Condé-Folie, L'Étoile, Longpré-les-Corps-Saints, Long, Cocquerel, Fontaine-sur-Somme, Pont-Remy, Eaucourt-sur-Somme, Épagne-Épagnette, Mareuil-Caubert, Abbeville, Grand-Laviers, Saigneville, Boismont, Saint-Valery-sur-Somme (embouchure).

Soit en termes de cantons, la Somme prend source dans le canton de Saint-Quentin-Nord, traverse les canton de Saint-Quentin-Centre, canton de Saint-Quentin-Sud, canton de Saint-Simon, canton de Ham, canton de Nesle, canton de Péronne, canton de Combles, canton de Bray-sur-Somme, canton de Corbie, canton de Boves, canton d'Amiens-4-Est, canton d'Amiens-5-Sud-Est, canton d'Amiens-6-Sud, canton d'Amiens-7-Sud-Ouest, canton d'Amiens 1er (Ouest), canton de Picquigny, canton de Hallencourt, canton d'Ailly-le-Haut-Clocher, canton d'Abbeville-Sud, canton d'Abbeville-Nord, et a son embouchure dans le canton de Saint-Valery-sur-Somme.

La somme à Saint-Valery par Eugène Boudin
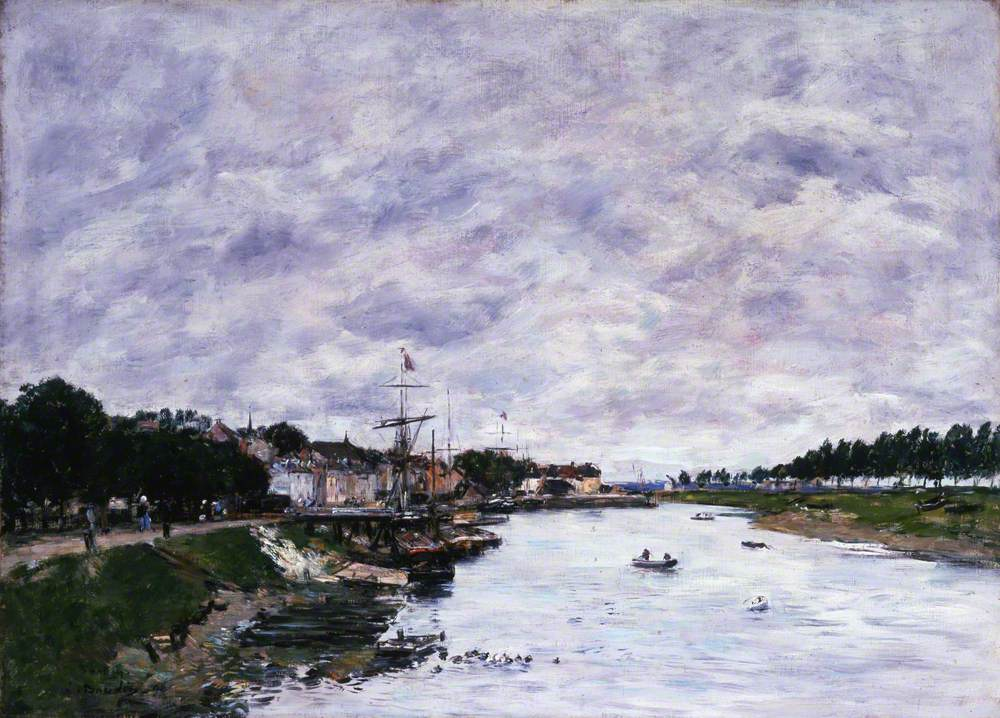
Saint-Valery-sur-Somme, 1890 Aberdeen, Art Gallery
Vue sur le port de Saint-Valery-sur-Somme, 1891 Cleveland Museum of Art
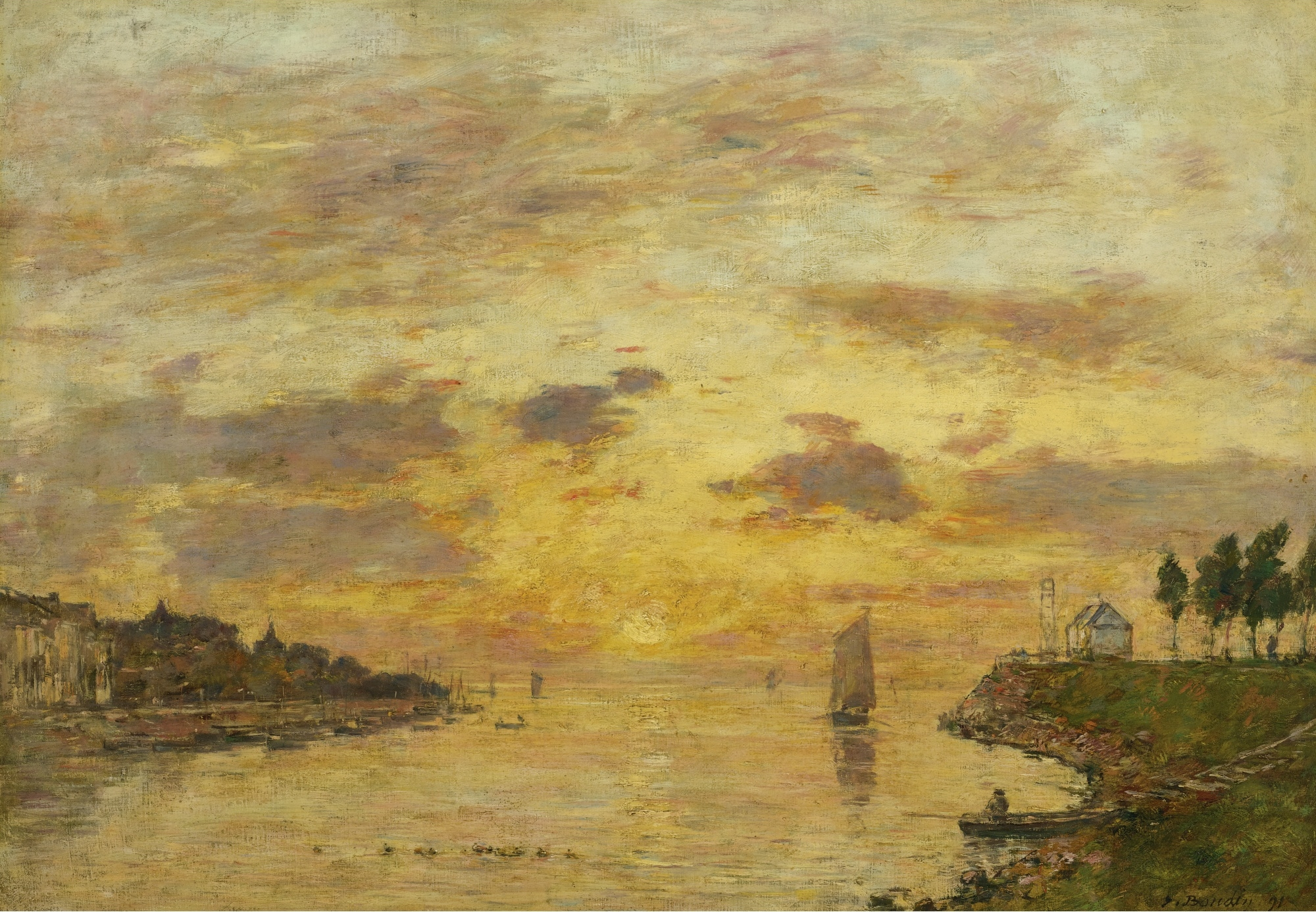
Saint-Valery-sur-Somme. L'Embouchure de la Somme, 1891 Collection privée, Vente 2011

### Toponymes
La Somme a donné son hydronyme au département de la Somme, et aux douze communes suivantes de Fonsomme, Sommette-Eaucourt, Béthencourt-sur-Somme, Cléry-sur-Somme, Bray-sur-Somme, Vaux-sur-Somme, Ailly-sur-Somme, Belloy-sur-Somme, Hangest-sur-Somme, Fontaine-sur-Somme, Eaucourt-sur-Somme, Saint-Valery-sur-Somme.

### Bassin versant
La Somme traverse trente-une zones hydrographiques.
Selon les SAGE de la Haute Somme, le bassin versant est de 1 850 km2. Selon le Sage somme aval et cours d'eau côtiers (donc incluant la Maye), le bassin versant est de 4 530 km2. Le bassin versant total s'établit donc à 6 380 km2 selon l'EPTB-AMEVA,.
Les fleuves voisins sont au nord l'Authie et au sur la Bresle.

### Organisme gestionnaire
L'organisme gestionnaire est l'EPTB Somme ou AMEVA.

### Géologie
« La vallée de la Somme préserve le meilleur enregistrement sédimentaire de l’histoire néogène–quaternaire du bassin de Paris, une histoire continentale dominée par l’érosion. La vallée de la Somme est surimposée sur une faille tardivarisque N110°, reconnue lors du profil ECORS , et parallèle à la faille régionale majeure de Bray ».
La carte géologique des Hauts-de-France met en évidence que la Somme a creusé son cours selon la direction de cette faille.

## Affluents
Liste des affluents de l'amont vers l'aval, de la source à l'embouchure :

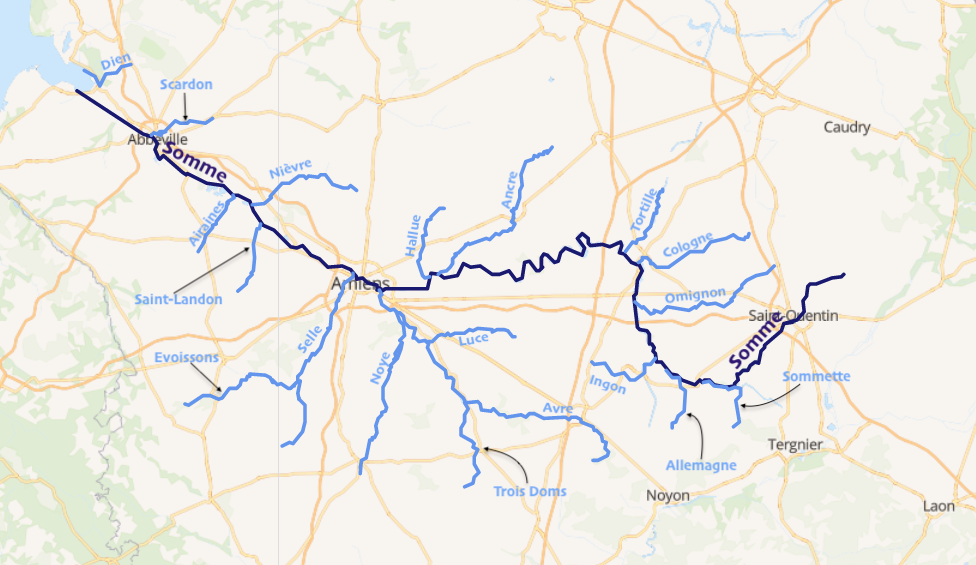
Cours de la Somme et des cours d'eau de son bassin de plus de 10 km (carte interactive).

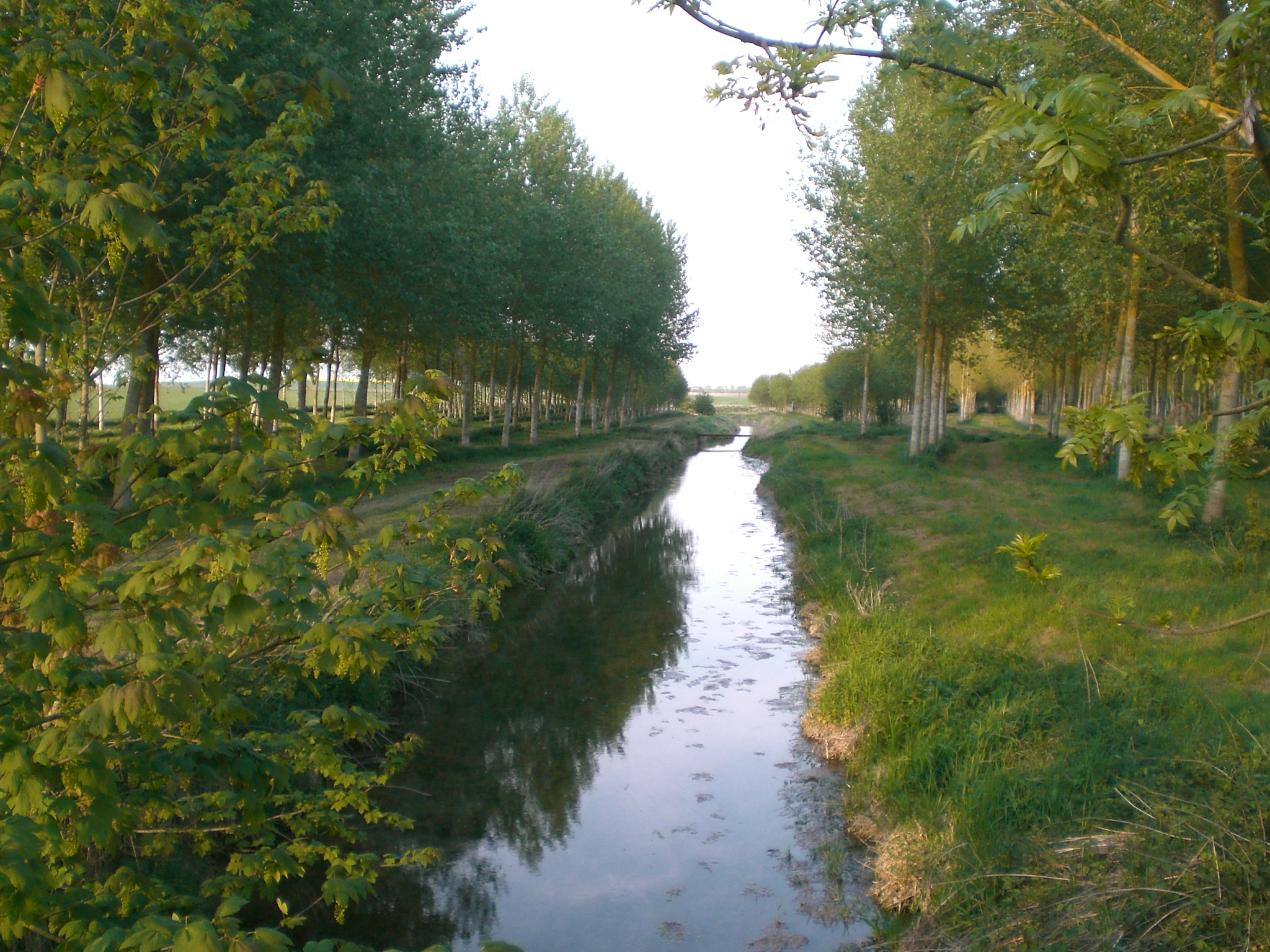
L'Omignon, un affluent de rive droite.

| - sur la rive gauche : 1. La Sommette, 2. La Beine, 3. L'Allemagne, 4. L'Ingon et Petit Ingon, 5. L'Avre avec Echaut, gué du Nil, rivière de Rouvroy, Luce, Trois Doms, Braches, Noye et ru Saint Firmin, 6. La Selle avec canal de Lamoricière, Évoissons, petits Évoissons, rivière de Poix et rivière des Parquets, 7. Le Saint-Landon, 8. L'Airaines, 9. La Trie, 10. L'Amboise et l'Avalasse ; | - sur la rive droite : 1. La Germaine, 2. L'Omignon, 3. La Cologne, 4. La Tortille, 5. L'Ancre, avec le Canal, le Fossé, et la Boulangerie qui est en fait un défluent, 6. L'Hallue et la Nœlle, 7. La Nièvre avec la Domart et la Fieffe, 8. Le Scardon avec la Drucat et la Novion, 9. Le Dien avec la Rivière des Îles et le canal du Marquenterre. |

### Rang de Strahler
Le rang de Strahler est de cinq par la Selle.

## Hydrologie
La Somme est un cours d'eau typique des pays de craie caractérisé par une pente très faible, des eaux lentes et un débit régulier, alimenté par un suintement ininterrompu. En aval d'Amiens, son tracé correspond à un synclinal ; mais, en amont, son réseau est inadapté à la structure, ce qui explique de fréquents changements de direction.
Sa vallée encaissée est un ruban de verdure et d'humidité à travers l'aride plateau picard. Sur le fond plat de cette vallée alluviale aux versants raides, tantôt le fleuve se divise en plusieurs bras jalonnés de saules et de peupliers divaguant parmi les jardins et les prés, tantôt les eaux s'étalent en de nombreux étangs argentés, tourbières noirâtres ou marais (dont le marais d'Isle, réserve naturelle au cœur de Saint-Quentin, et les Hortillonnages d'Amiens). Ces espaces, autrefois exploités pour la tourbe, sont maintenant utilisés pour la pêche et la chasse. La tourbe, qui remplit le fond de la vallée de la Somme sur plusieurs mètres, absorbe l'eau en cas de crue. Le niveau du fleuve et des étangs reste étale au pied des alignements des peupliers.
Son régime hydrologique est dit pluvial océanique.

### La Somme à Abbeville

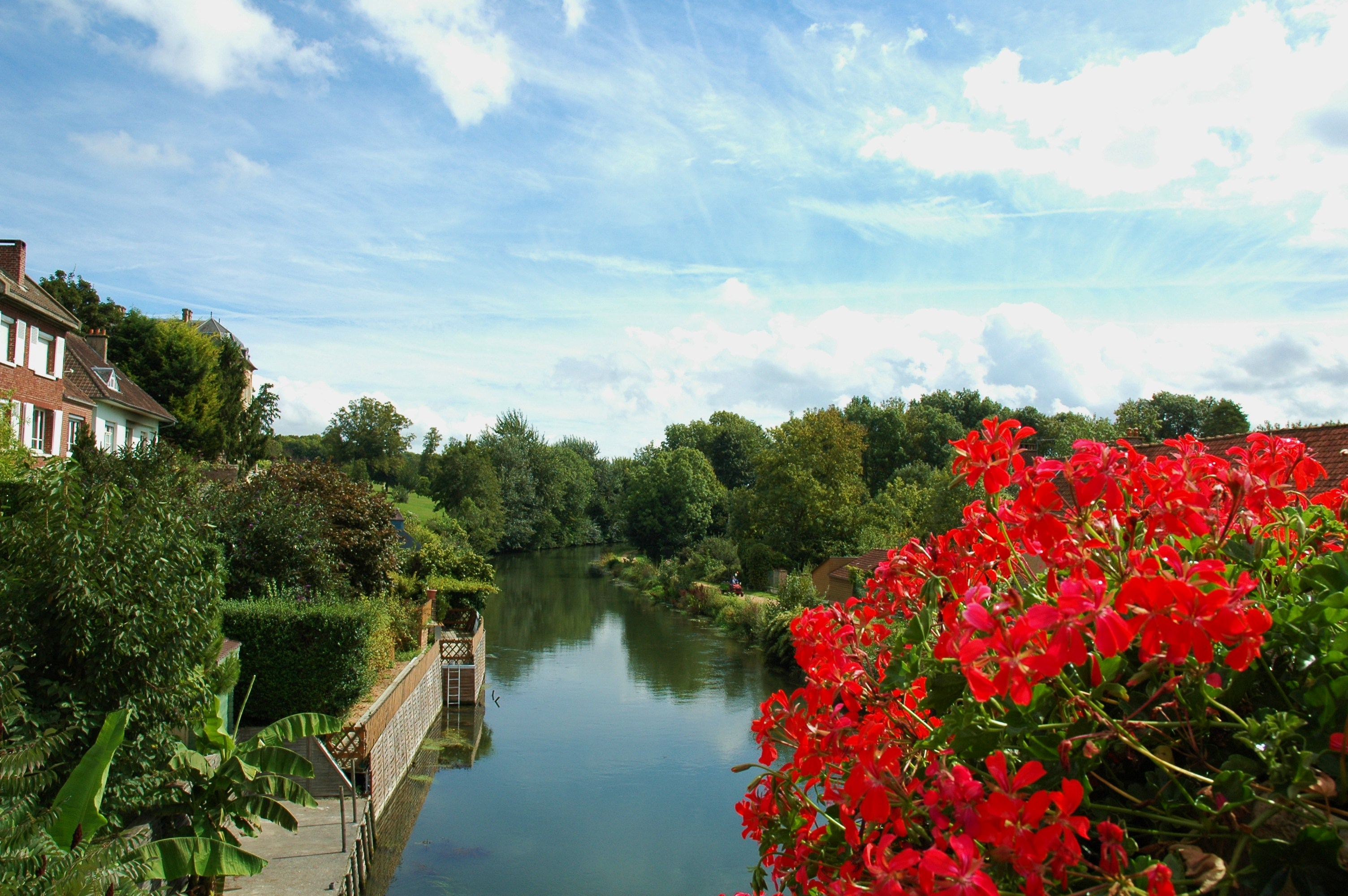
La Somme à Long, entre Amiens et Abbeville.

La Somme est un fleuve peu abondant mais généralement très régulier. Son débit a été observé durant une période de 46 ans (1962-2008), à Abbeville, ville située à peu de distance de son embouchure dans la Manche. La surface prise en compte est de 6 550 km2, soit la quasi-totalité du bassin versant du fleuve. Le module du fleuve à Abbeville est de 34,9 m3/s.
La Somme présente des fluctuations saisonnières de débit très peu marquées, comme c'est le cas de la plupart des cours d'eau voisins de Picardie (affluents de la rive droite de l'Oise par exemple). Les hautes eaux se déroulent en hiver et au début du printemps, et se caractérisent par des débits mensuels moyens oscillant entre 38,3 et 42,4 m3/s, de janvier à mai inclus, avec un maximum fort léger en mars (42,7 m3/s). Les basses eaux ont lieu en été, de fin juin à fin septembre, avec une baisse du débit moyen mensuel allant jusqu'à 26,9 m3/s en septembre, ce qui reste très confortable. Dès le mois d'octobre, le débit remonte très doucement. Mais les fluctuations de débit sont plus prononcées selon les années.

### Étiage ou basses eaux
À l'étiage, le VCN3 peut chuter jusque 20 m3/s, en cas de période quinquennale sèche, ce qui non seulement n'est pas sévère, mais peut même être qualifié d'abondant.

### Crues
Les crues, quant à elles, sont rarement importantes, sauf en cas de saturation de la nappe phréatique, comme ce fut le cas en avril 2001. La série des QIX n'a pas été calculée, mais la série des QJX l'a été. Les QJX 2 et QJX 5 valent respectivement 50 et 64 m3/s. Le QJX 10 est de 73 m3/s, le QJX 20 de 83 m3/s, tandis que le QJX 50 se monte à 93 m3/s.

#### Crue de 2001
Le débit journalier maximal enregistré à Abbeville durant cette période de 46 ans, a été de 104 m3/s le 20 avril 2001. Si l'on compare cette valeur à l'échelle des QJX du fleuve, il apparaît clairement que cette crue était largement supérieure au niveau défini par le QJX 50, et donc certainement d'ordre centennal.
En 2001, la vallée de la Somme a été touchée par des inondations d'une ampleur exceptionnelle, dues en grande partie à la remontée de la nappe phréatique.

### Lame d'eau et débit spécifique
La Somme est cependant un fleuve côtier médiocrement abondant. La lame d'eau écoulée dans son bassin versant est de 199 millimètres annuellement, ce qui est largement inférieur à la moyenne d'ensemble de la France tous bassins confondus, ainsi qu'à la moyenne du bassin de l'Oise voisine par exemple (243 millimètres par an en fin de parcours). Le débit spécifique du fleuve (ou Qsp) atteint 6,3 litres par seconde et par kilomètre carré de bassin.

## Aménagements

### Canal de la Somme

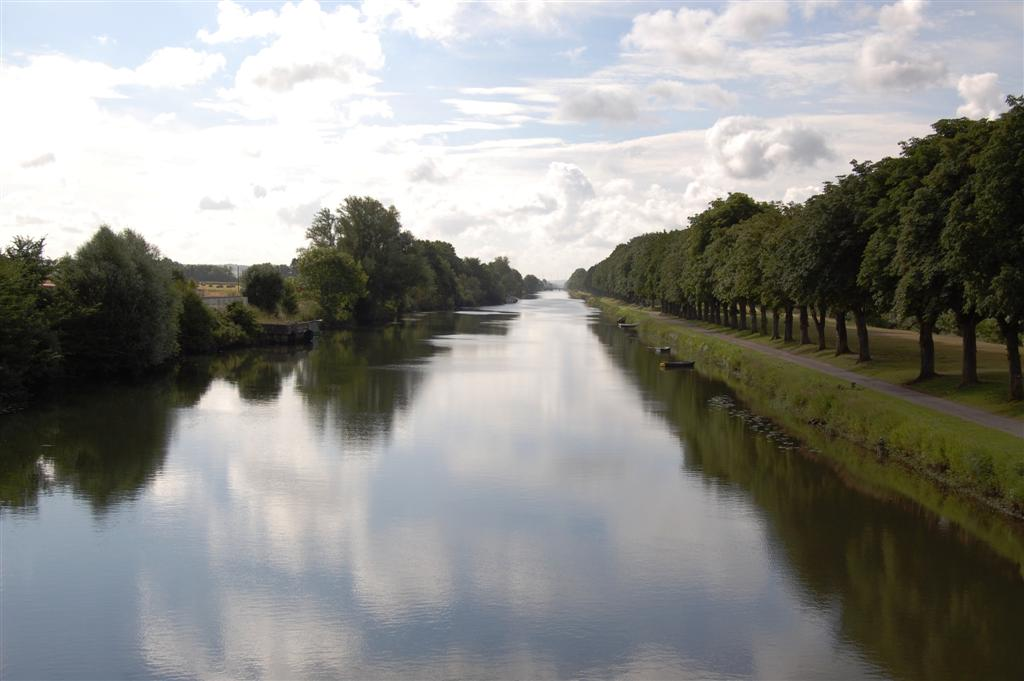
La Somme canalisée près de Saint-Valery-sur-Somme.

La construction du canal de la Somme débute en 1770 et s'achève en 1827, avant une mise au gabarit Freycinet en 1880. D'une longueur de 156 km[réf. nécessaire] ou 170 km selon le SANDRE et entrecoupé de 26 écluses, 4 ponts tournants et 3 pont-levis, le canal débute à Saint-Simon où il touche au canal de Saint-Quentin et débouche dans la baie de Somme. De Saint-Simon à l'écluse de Froissy (La Neuville-lès-Bray) le canal est latéral à la Somme ; entre Voyennes à Péronne, il se confond d'ailleurs avec un tronçon du Canal du Nord. De La Neuville-lès-Bray à Abbeville, le canal a été creusé dans le lit principal de la Somme au milieu d'un entrelac d'étangs, de marais et de dérivations qui l'alimentent ou lui servent de déversoirs.  Quelques tronçons marginaux du fleuve subsistent toutefois lorsqu'un tracé plus direct du canal se justifie.  Passé le canal de transit d'Abbeville, il s'élargit pour former le canal maritime d'Abbeville à Saint-Valery-sur Somme qui se jette dans la Manche au terme d'un parcours rectiligne.
Aujourd'hui, le canal de la Somme n'est guère plus utilisé que pour la plaisance.

### Énergie
À Long, l'extraction de la tourbe, utilisée comme combustible a enrichi la commune - plus de 200 personnes embauchées pendant l'été pour le ramassage -, à tel point qu'elle a fait construire au début du XXe siècle une centrale hydroélectrique de 60 kW. Celle-ci, désormais désaffectée pour la production, se visite toujours et est en état de marche.

### Écologie

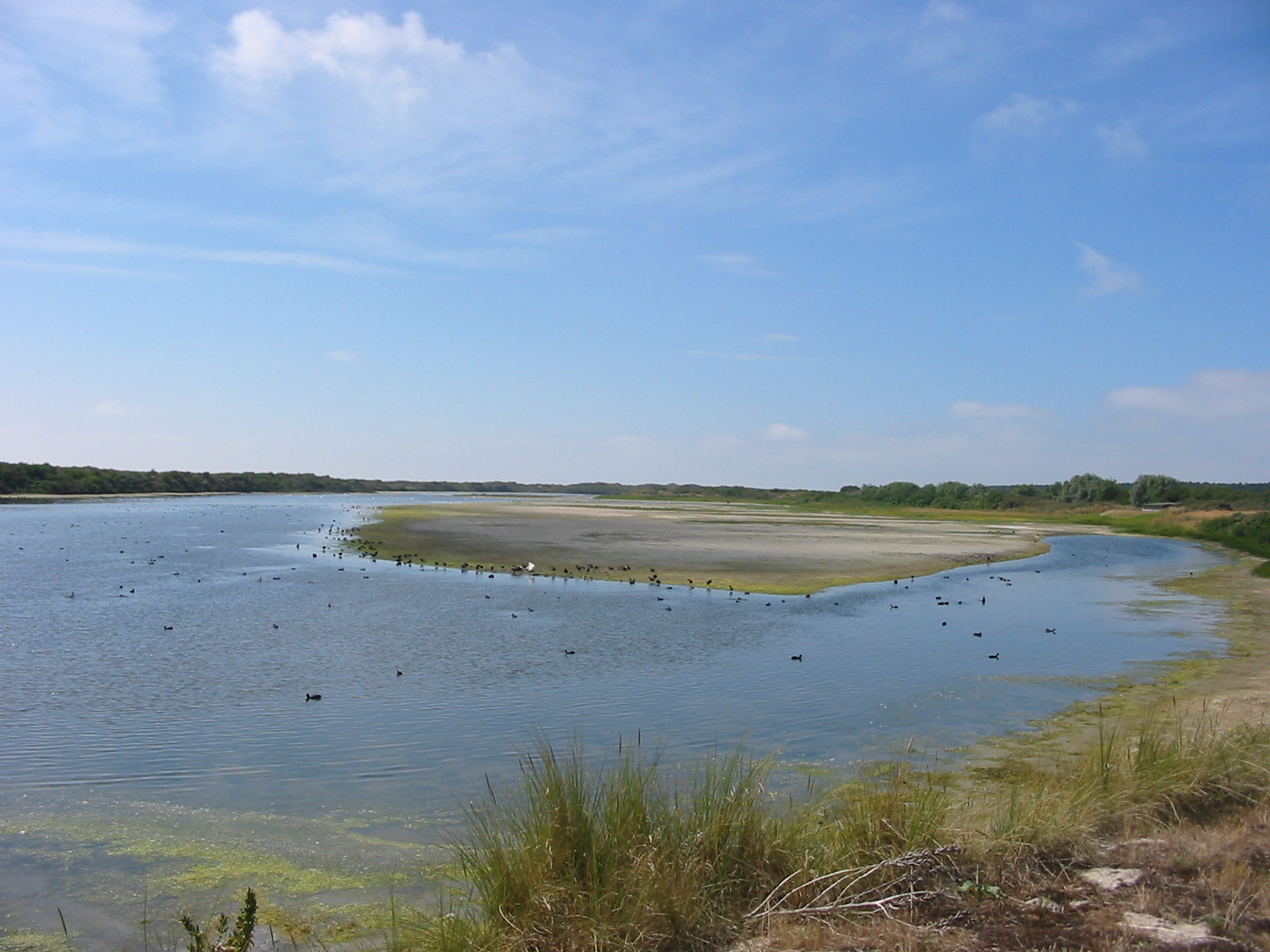
Le parc ornithologique (Marquenterre) à l'embouchure du fleuve et de la Maye.

La Somme est propice au tourisme nature et à la pédagogie à l'environnement : la réserve naturelle de l'étang Saint-Ladre est un des nombreux poumons verts d'Amiens. En aval, l'intérêt de la réserve naturelle de la baie de Somme devrait augmenter avec la Trame verte et bleue régionale et d'autres projets aux enjeux écologiques forts comme le parc naturel marin des estuaires picards et de la mer d'Opale.

#### Qualité de l'eau
La directive-cadre sur l'eau impose un bon état écologique des masses d'eau pour 2015, mais sur une partie de son cours la pollution de la Somme reste préoccupante, dont pour certains pesticides,, les dioxines et PCB, dès l'amont du cours d'eau. Ces PCB peuvent être bioaccumulés par certains poissons (anguille européenne et poissons plats notamment), par les organismes filtreurs (bivalves notamment) et les crustacés de l'estuaire ou de la baie de Somme. L'estuaire de la Somme fait l'objet de programme de restauration.

## Histoire
En archéologie, la vallée de la Somme est célèbre pour les nombreuses découvertes de sites paléolithiques, dont à Saint-Acheul, le site type de l'Acheuléen, devenu une référence universelle pour l'histoire préhistorique de l'humanité. Les niveaux archéologiques sont souvent datés grâce aux fossiles des sédiments alluviaux ou provenant des dépôts de pente (dont lœss et paléosols).

Dans le cours moyen du fleuve, aux environs d'Amiens, les systèmes de terrasses fluviales à fossiles sont particulièrement bien développés et préservés (avec 10 formations alluviales en terrasses). Ces terrasses, de 5 à 55 m plus hautes que le substratum rocheux de l'actuelle vallée, permettent à la fois l'étude des changements environnementaux et celle des établissements humains de cette région durant tout le Pléistocène.
Depuis 1988, une datation ESR (Résonance de spin électronique, méthode permettant de bonnes datations jusqu'à environ 400 000 ans (avant nos jours) a été systématiquement appliquée aux quartz blanchis extraits des gisements fossiles fluviaux, pour mieux décrire l'évolution géologique du système de terrasses.

Plus récemment, d'autres méthodes de datation (dont l'ESR) ont été appliquées à des dents fossiles trouvées sur différents dépôts de terrasse, permettant de préciser la chronologie du système fluvial et des activités humaines pour le Pléistocène moyen du nord de la France.
La Somme a une longue tradition d'utilisation en termes de ressource halieutique documentée au moins depuis le XIIe siècle et elle a ensuite connu de nombreux soubresauts de l'histoire, dont de très violents combats durant la Première Guerre mondiale. Une grande partie de son cours a été inscrit en zone rouge (séquelles de guerre) après l'armistice et a demandé un travail de désobusage et de déminage qui n'est toujours pas terminé. En juin 1940, l'armée française tenta de constituer un front défensif (appelé "ligne Weygand" par la propagande allemande) débutant à l'embouchure de la Somme et suivant le cours de celle-ci, pour stopper l'attaque allemande prévisible après la fin des combats dans le Nord. L'attaque débuta le 5 juin ; la supériorité numérique allemande et le fait que les têtes de pont établies sur le fleuve par la Wehrmacht en mai n'avaient pas pu être réduites fit que, malgré une résistance de quelques jours, la ligne du fleuve fut franchie, prélude à la débâcle de l'armée française, désormais trop faible pour se rétablir plus au sud.

## Galerie

sur le cours de la Somme
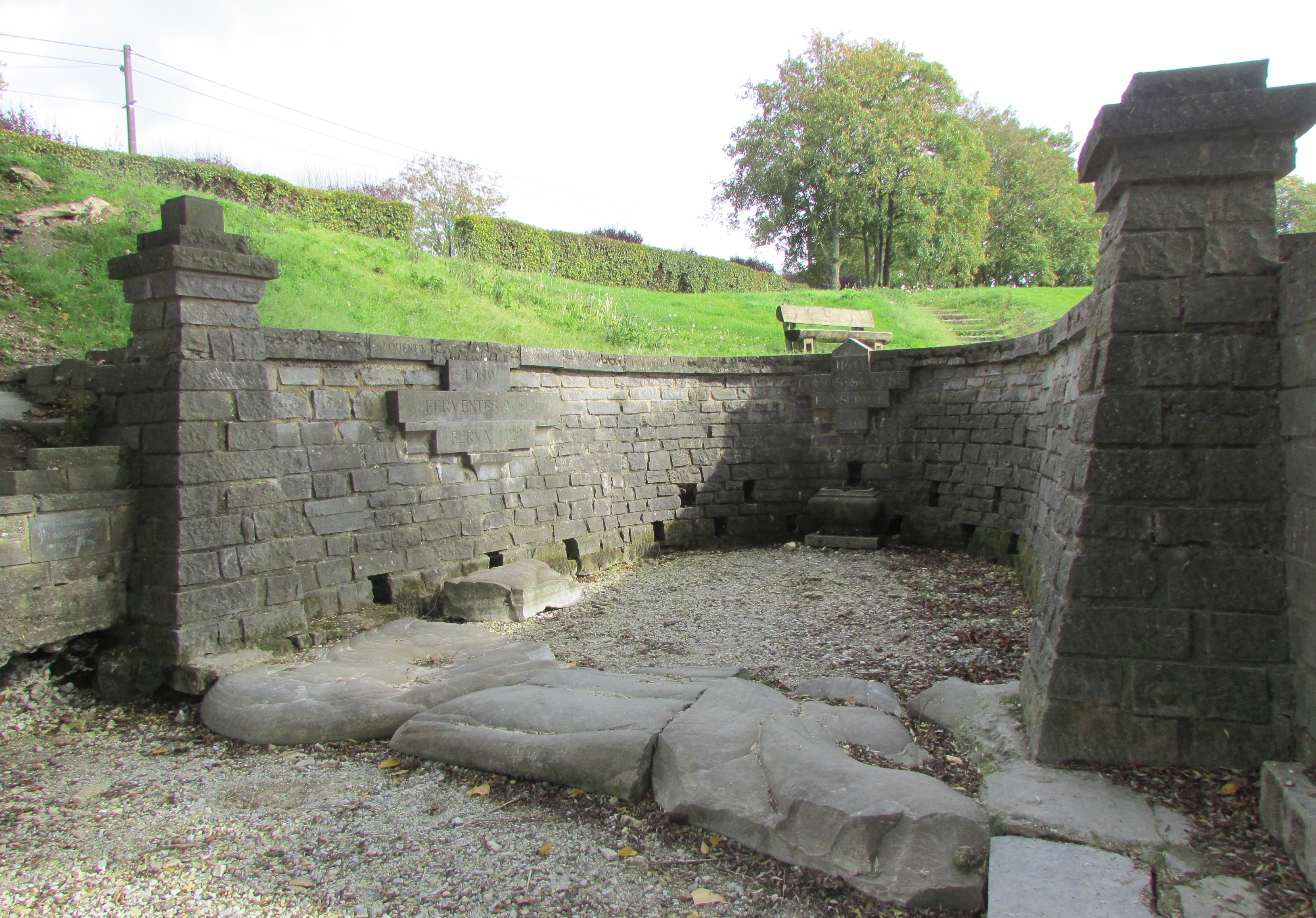
La source de la Somme à Fonsomme tarie en octobre 2017.
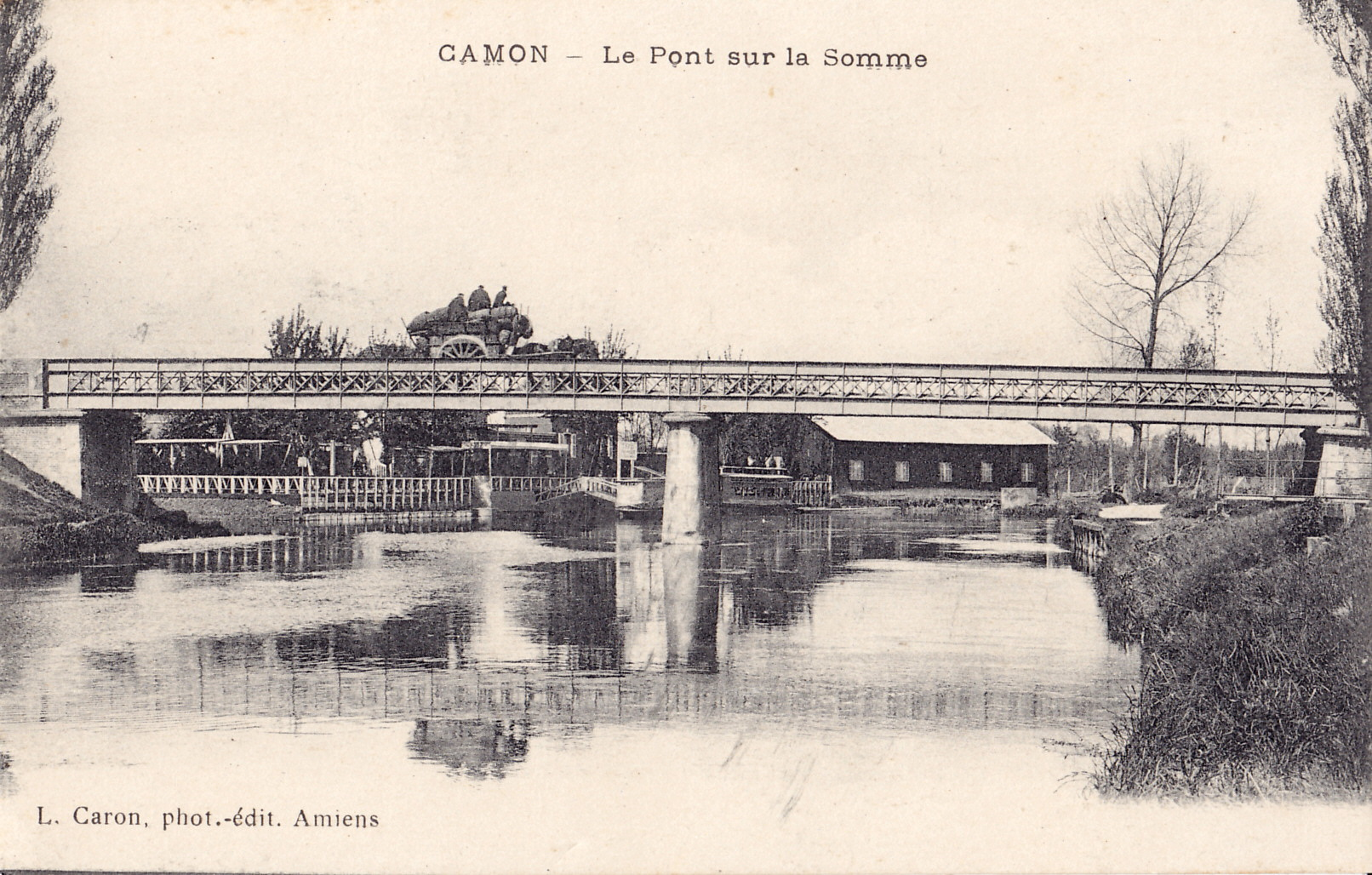
Le Pont de Camon dans les années 1910.
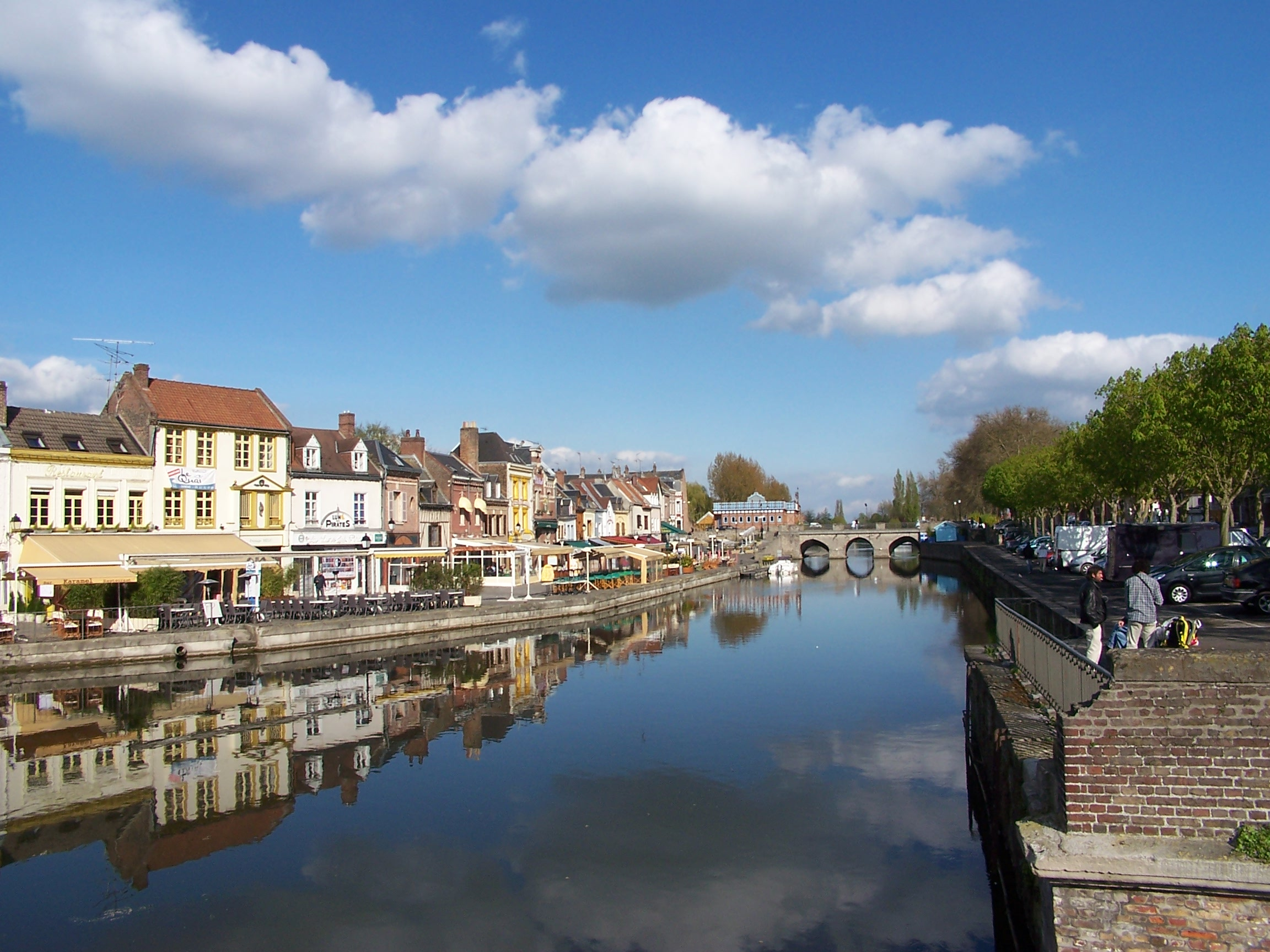
La Somme à Amiens: le quai Bélu.
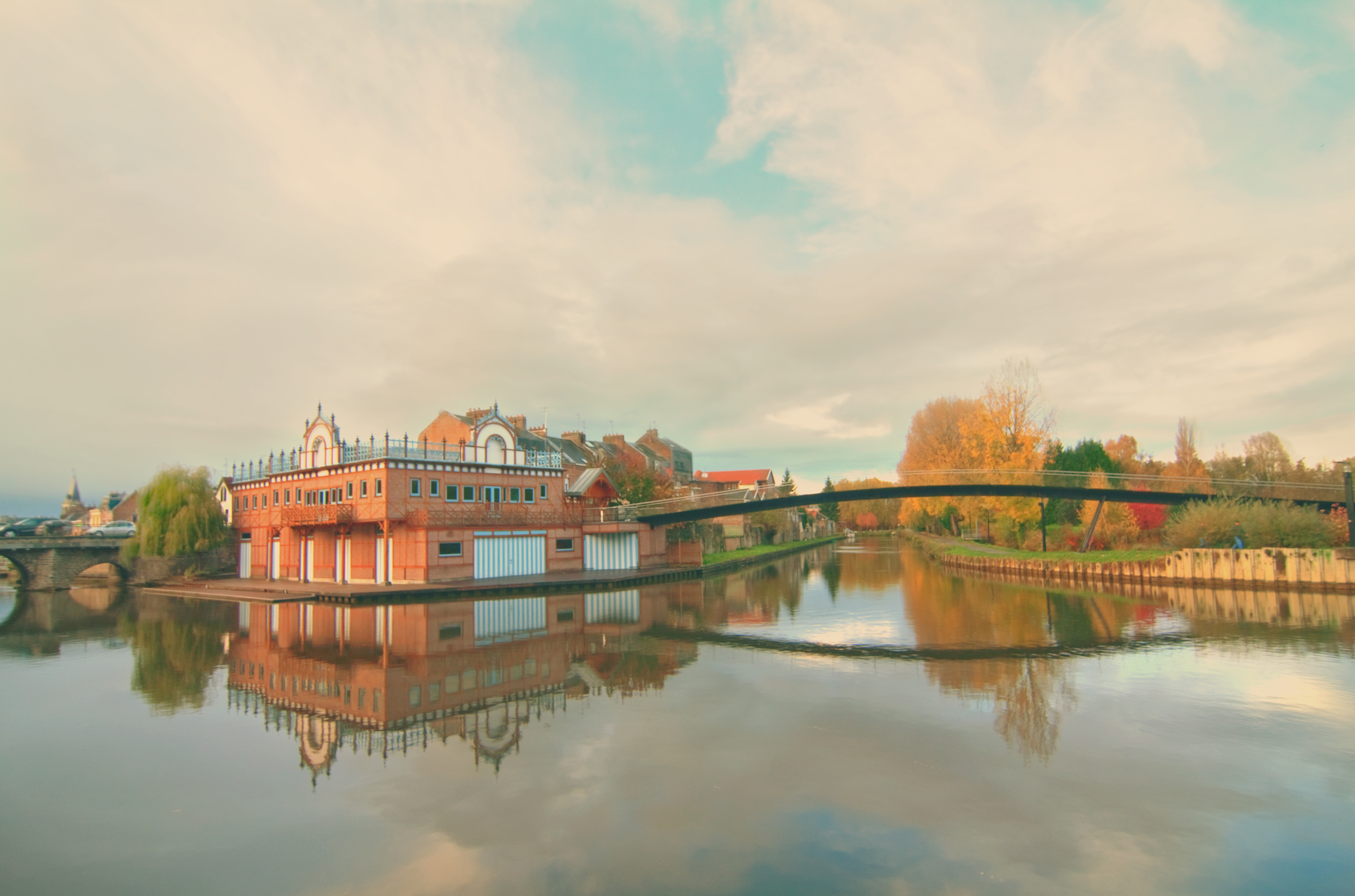
Le Sport Nautique d'Amiens et l'ancienne passerelle Samarobriva traversant le chemin de halage
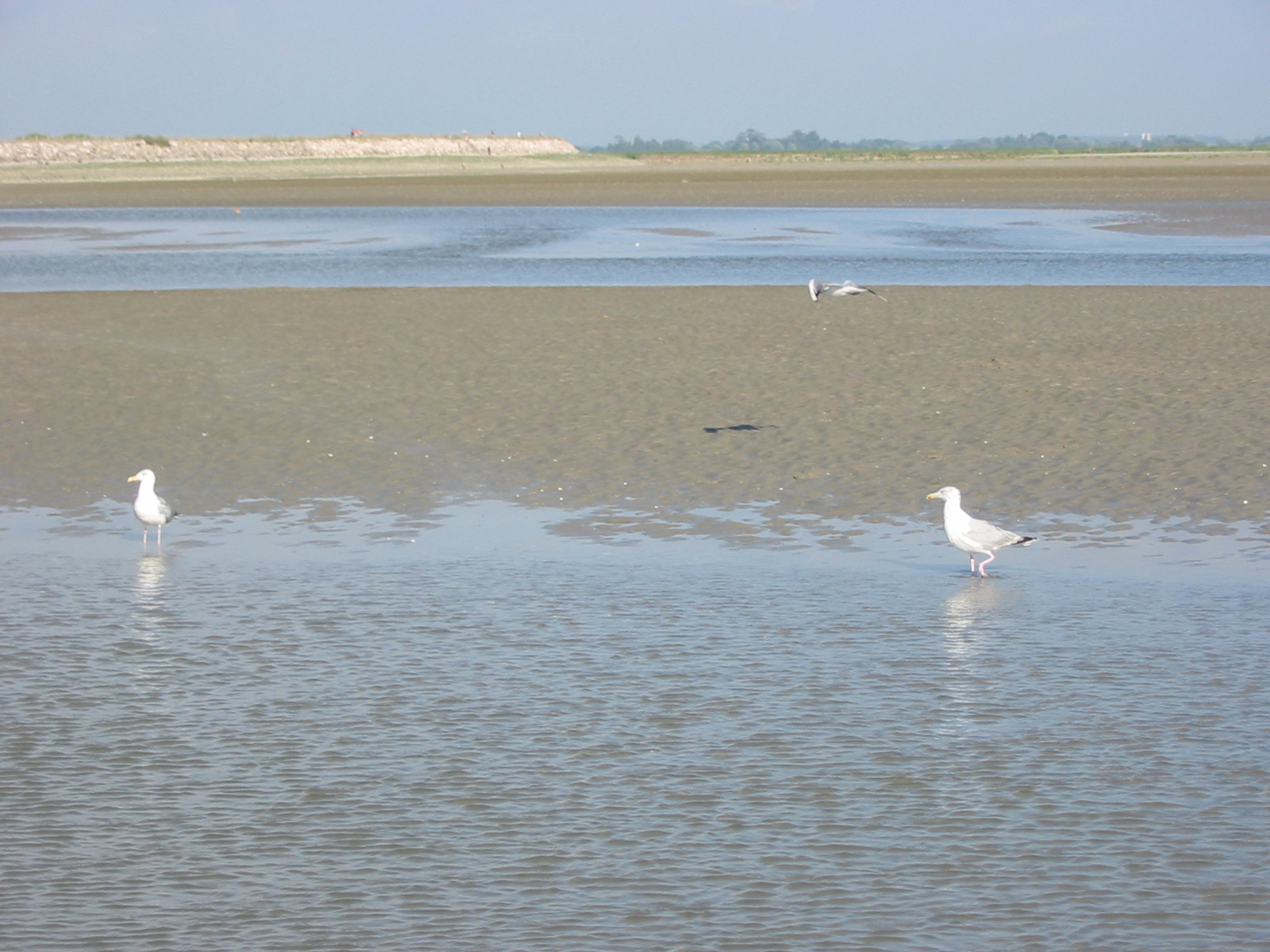
L'estran de la baie de Somme;